# Menophra denticulata
Menophra denticulata är en fjärilsart som beskrevs av W. Warren 1907. Menophra denticulata ingår i släktet Menophra och familjen mätare. Inga underarter finns listade i Catalogue of Life.